# Ангерер, Карл
Карл Ангерер (нем. Karl Angerer, 18 июля 1979, Берхтесгаден, Бавария) — немецкий бобслеист, пилот, выступающий за сборную Германии с 2003 года. Чемпион мира среди смешанных команд по бобслею и скелетону, бронзовый призёр Кубка мира.

## Биография
Карл Ангерер родился 18 июля 1979 года в Берхтесгадене, окончил там старшие классы школы. С 1999 года начал заниматься бобслеем на профессиональном уровне, в 2003 стал членом национальной команды и занял второе место на чемпионате мира среди юниоров: «На самом деле я хотел просто попробовать ради собственного удовольствия, однако постепенно это меня захватило, и я начал тренироваться».
На чемпионате мира 2007 года, прошедшем в швейцарском Санкт-Морице, завоевал золотую медаль в состязаниях смешанных команд. Лучший результат на Кубке мира показал в сезоне 2009/10, когда по итогам общего зачёта мужских двоек занял третье место. В 2010 году вместе со сборной ездил на Олимпийские игры в Ванкувер, но выступил там неудачно, в четвёрке финишировав седьмым, а в двойке — лишь девятым. На чемпионате мира 2011 года в Кёнигсзее взял две серебряные награды, в соревнованиях четвёрок и смешанных команд.
Ангерер, как и большинство немецких бобслеистов является военнослужащим Бундесвера, помимо бобслея увлекается мотокроссом и рыбалкой. Сейчас он живёт со своей женой, бывшей биатлонисткой Катрин Пфайстерер, в Кёнигсзее, за спортивный клуб которого выступает на внутренних немецких соревнованиях. Есть дочь.